# Franz Ferdinand von Kuenburg
Franz Ferdinand von Kuenburg (ceco: František Ferdinand Khünburg; Mossa, 5 febbraio 1651 – Praga, 7 agosto 1731) è stato un nobile e arcivescovo cattolico austriaco.

## Biografia

### Infanzia, formazione e la nomina vescovile
I suoi genitori erano il conte Johann Friedrich von Kuenburg e Joannina von Cusman. Franz Ferdinand studiò teologia e diritto ecclesiastico a Salisburgo e dal 1670 è decano capitolare di Passavia e Salisburgo, dove in seguito divenne studioso della cattedrale e consigliere dell'arcivescovo. Il 9 aprile 1689 fu ordinato sacerdote e nel 1698 divenne prevosto di Sankt Moritz a Friesach in Carinzia.
L'imperatore Leopoldo I nominò von Kuenburg vescovo di Lubiana nel 1700. La conferma papale avvenne il 18 luglio 1701. Nello stesso anno ricevette anche la conferma della sua eleggibilità per la sede vescovile di Salisburgo. Nel sinodo diocesano del 1706, fu decisa la costruzione di un seminario, dal momento che la formazione sacerdotale era fino ad allora affidata al collegio dei gesuiti di Lubiana. Per l'unificazione della liturgia richiese la pubblicazione di un trattato, il "Rituale Labacense ad usum Romanum accomodatum".
Tramite una donazione di Johann Jakob Schell von Schellenberg ottenne l'istituzione di un monastero di orsoline, che doveva servire all'educazione delle ragazze. Una delle maggiori preoccupazioni fu la costruzione della cattedrale di Lubiana, che fu decisa dal suo predecessore Sigismund Christoph von Herberstein e costruita secondo i progetti di Andrea Pozzo e completata nel 1707.

### Gli anni a Praga
Dopo la morte dell'arcivescovo di Praga Johann Joseph von Breuner, il 10 Aprile 1710, fu nominato suo successore dall'imperatore Giuseppe I, mentre von Kuenburg si trovava a Lisbona, dove aveva accompagnato l'arciduchessa Maria Anna nel suo corteo nuziale. La conferma del papa avvenne l'11 maggio, ma l'arcivescovo riuscì a prendere possesso solo dopo la fine della guerra di successione spagnola, il 14 aprile 1714, oltre che a causa di un'epidemia di peste.
Durante l'episcopato a Praga, il protestantesimo si diffuse in particolare in Boemia orientale, in modo da indirizzare le misure coercitive per la ricattolicizzazione in un territorio mirato. Kuenburg pose un'enfasi speciale sull'educazione religiosa e ottenne nel 1722 l'istituzione di un catechismo pubblico a Praga. Fondò nel 1710 un istituto dell'Ordine della Santissima Annunziata e nel 1719 un istituto di monache elisabettine. Nel 1721, si occupò del processo di beatificazione per Giovanni Nepomuceno, iniziato nel 1697, e la sua canonizzazione fu celebrata nel 1729 con grandi celebrazioni religiose.

## Genealogia episcopale e successione apostolica
La genealogia episcopale è:
- Cardinale Guillaume d'Estouteville, O.S.B.Clun.
- Papa Sisto IV
- Papa Giulio II
- Cardinale Raffaele Riario
- Papa Leone X
- Papa Paolo III
- Cardinale Francesco Pisani
- Cardinale Alfonso Gesualdo
- Papa Clemente VIII
- Cardinale Pietro Aldobrandini
- Cardinale Laudivio Zacchia
- Cardinale Antonio Barberini, O.F.M.Cap.
- Cardinale Marcantonio Franciotti
- Cardinale Giambattista Spada
- Cardinale Carlo Pio di Savoia
- Vescovo Gianfrancesco Riccamonti, O.S.B.
- Cardinale Domenico Maria Corsi
- Cardinale Andrea Santacroce
- Arcivescovo Franz Ferdinand von Kuenburg

La successione apostolica è:
- Vescovo Raymund Ferdinand von Rabatta (1714)
- Vescovo Maurizio Adolfo Carlo di Sassonia-Zeitz-Neustadt (1730)